# Маханаїм
Маханаїм (івр. מַחֲנַיִים; מַחֲנַיִם) — кібуц у Північному окрузі Ізраїлю, входить до регіональної ради Верхня Галілея. 

## Історія
У 1892 році об'єднання «Ховівей Ціон» з Галіції придбало землю для майбутнього поселення. Кілька родин що прибули в 1898 році, переважно з Бучача на чолі з доктором Зальцем з Тарнува створили поселення яке назвали Маханаїм на честь згадуваного у Танасі міста
Кібуц було створено за методом «Стіна і вежа» у ніч на 23 травня 1939 року.